# Gloria Scottová
Gloria Scottová je jedna z 56 krátkých detektivních povídek o Sherlocku Holmesovi, kterou napsal Sir Arthur Conan Doyle. Poprvé byla vydána v dubnu roku 1893 v časopisu The Strand Magazine pod názvem The Adventure of the Gloria Scott. Je čtvrtou z jedenácti povídek vydaných knižně v souboru Vzpomínky na Sherlocka Holmese (anglicky The Memoirs of Sherlock Holmes).
Holmes zde vypráví dr. Watsonovi o příhodě ze svých univerzitních let, která ho přivedla na myšlenku věnovat se detektivní práci profesionálně. Byla spojena s lodí jménem Gloria Scottová.

## Děj
Sherlock Holmes si na univerzitě našel jen jediného přítele, byl jím Victor Trevor. Sblížili se, když ho Trevorův bulteriér kousl do kotníku. Holmes musel zůstat několik dní v posteli a Trevor ho chodil navštěvovat, léto byl pozván trávit v domě Victorova otce.

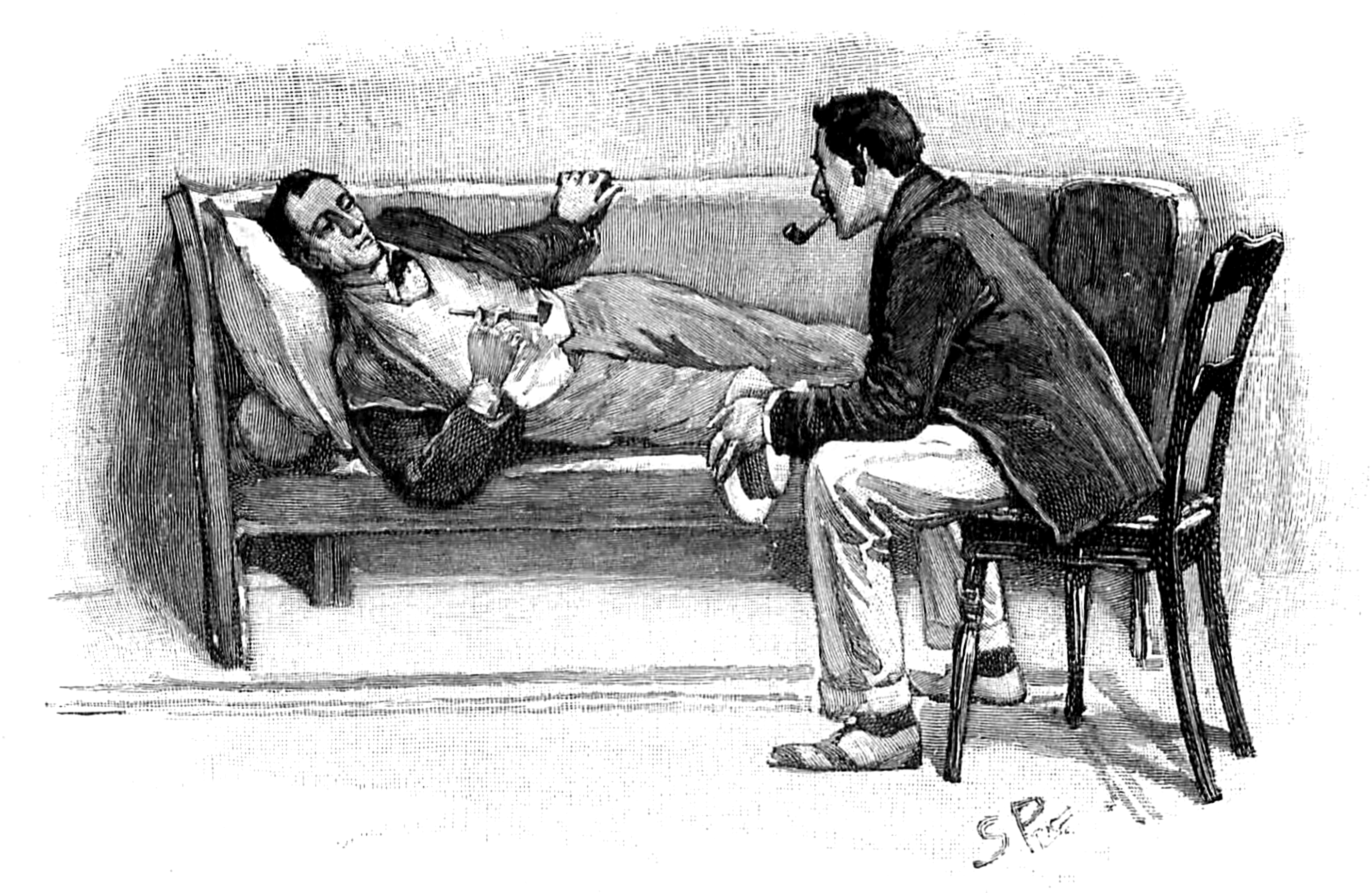
Victor Trevor na návštěvě u Holmese. (1893, Sidney Paget, The Strand Magazine)

Holmes svou dedukcí Victorova otce vyděsil, když poukázal na iniciály „J. A.“, které měl vytetované na paži. Starého Trevora Holmesova přítomnost očividně znepokojovala, a tak se Holmes rozhodl odjet. V předvečer jeho odjezdu, když všichni tři vysedávali na zahradě, za nimi přišel nějaký muž. Jmenoval se Hudson a prý kdysi sloužil s Trevorem na jedné lodi.
Holmes odjel do svého londýnského bytu, ke konci prázdnin mu však přišel od Victora telegram, aby se ihned dostavil. Victor mu oznámil, že starý Trevor umírá a s Hudsonem že byly samé problémy. 
Hudson byl v jejich domě zaměstnaný, ale příliš si dovoloval. Starý Trevor si to z nepochopitelného důvodu nechával líbit. Jednoho večera Hudson oznámil, že se rozhodl odjet za panem Beddoesem – přítelem starého Trevora. Otec za několik dní obdržel dopis, z kterého ho ranila mrtvice.

Než dojel Victor s Holmesem do domu, starý Trevor byl již po smrti, mohli si tak onen dopis přečíst. Stálo v něm:
Je zvěřiny dost, po honu přijde všem Londýňanům. Fořt Hudson už zařídil všechno. Poslal vzkaz, řekl: ty teďka zachraň odbyt. Nejvíc se škodí bažantům, útěkem ochudí revír.

Po prvotním zmatení si Holmes uvědomil, že text dává smysl, pokud je přečteno každé třetí slovo počínaje od prvního: „Je po všem. Hudson všechno řekl. Zachraň se útěkem.“ a pravděpodobně ho odeslal pan Beddoes.
Starý Trevor napsal před smrtí pro syna dopis, který osvětloval jeho minulost. Victor požádal Holmese, aby mu ho přečetl:

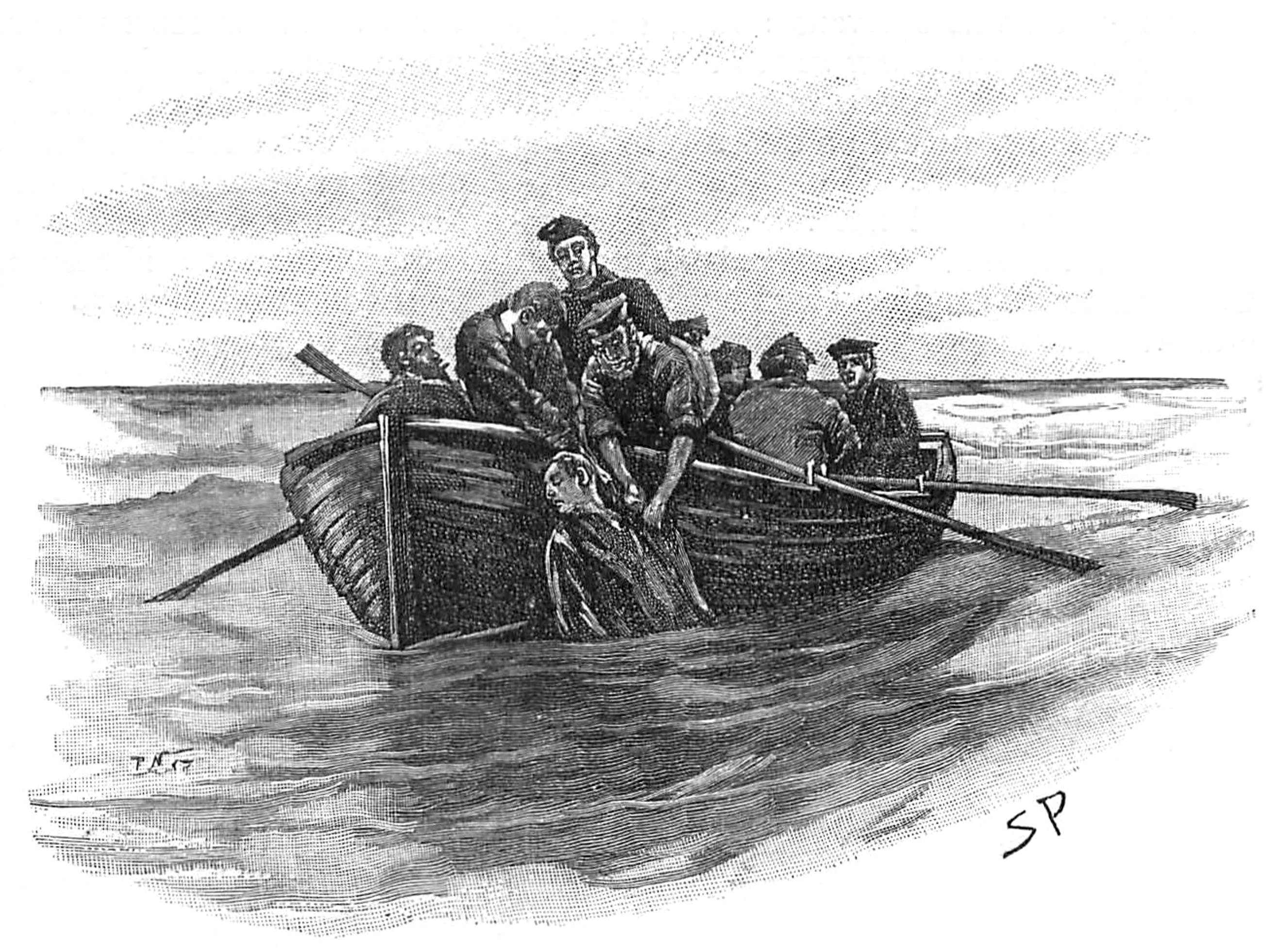
Přeživší z Glorie Scottové. (1893, Sidney Paget, The Strand Magazine)

Ve skutečnosti se v mládí jmenoval James Armitage a pracoval v bance. Ukradl zde peníze jsa si jist, že je stihne vrátit, než budou pohřešovány. Za tento čin byl odsouzen a měl být deportován do Austrálie na lodi Gloria Scottová. Ve vedlější cele seděl Jack Prendergast, známý a bohatý zločinec. Řekl Armitagovi, že plánuje vzpouru a většina posádky, včetně kněze, jsou jeho podplacení spolupracovníci. Vzpoura se podařila, panovala však neshoda, jak naložit se zajatci. Armitagovi a pár ostatním se nechtělo zabíjet další lidi, Prendergast jim proto nabídl, že mohou na člunu odjet. Když byli od Glorie Scottové poněkud vzdáleni, uslyšeli ohlušující výbuch a viděli, jak se loď potápí. Došlo k explozi sudů se střelným prachem. Na místě našli jediného přeživšího – námořníka Hudsona. Armitage se přejmenoval, zbohatl na zlatě a vrátil se do Anglie podobně jako Beddoes (dříve Evans). Trevor neměl zájem, aby byla jeho historie vyzrazena, a proto se snažil s Hudsonem, když se po letech zjevil, vyjít po dobrém.
Victora tato zpráva zasáhla a odešel pěstovat čaj na plantáže. Po Beddoesovi a Hudsonovi nezbyly žádné stopy. Holmes se domnívá, že Beddoes pravděpodobně utekl do ciziny.